# Josef Eisenberger
Josef Eisenberger (* 3. August 1891 in München; † 4. Februar 1938 in Orotukan bei Magadan, UdSSR) war ein kommunistischer Publizist und Politiker (KPD, VKPD).
Bis 1910 war Eisenberger als Handelsvertreter in Deutschland, danach im Ausland tätig, zuletzt in Russland. 1912 wurde Eisenberger Mitglied der SPD. Im Zuge des Ausbruches des Ersten Weltkriegs wurde er in Russland interniert und als feindlicher Ausländer nach Sibirien verbannt. Nach der Oktoberrevolution von 1917 kehrte er nach Deutschland zurück. Hier gehörte er zunächst der USPD an, ab 1919 der KPD. Von 1920 bis 1923 war er Redakteur der Neuen Zeitung in Bayern, im selben Zeitraum war er auch für das Sekretariat der KPD-Bezirksleitung Südbayern tätig sowie Mitglied des Landtages (MdL) in Bayern (u. a. als Mitglied im Ausschuss für Verfassungsfragen; sein Nachfolger im Landtag wurde Karl Grönsfelder). 
Im Oktober 1920 wurde Eisenberger zu zwei Jahren Gefängnis verurteilt, die er in Landsberg absaß.
1923 wurde er in den Zentralausschuss der KPD berufen. Ab Mai des Jahres war er in Moskau Sekretär der Deutschen Sektion beim Exekutivkomitee der Kommunistischen Internationale (EKKI). 1924 wurde er Mitglied der Kommunistischen Partei Russlands (KPR (B)). Er trat innerhalb dieser als Denunziant gegenüber „Rechtsabweichlern“ in Erscheinung. 1937 wurde er wegen „konterrevolutionärer Betätigung“ zu mehreren Jahren Lagerhaft im SewWostLag, dem Hauptlager von Dalstroi, verurteilt. Ein Jahr später starb er an Herzschwäche, Unterernährung und Erfrierungen und wurde auf dem Friedhof des Lagers in Orotukan beerdigt.
Am 1. Dezember 1958 wurde Eisenberger vom Moskauer Kriegstribunal posthum rehabilitiert. Eisenberger war in der Sowjetunion mit einer russischen Fürstentochter verheiratet und hatte die Söhne Iossif (* 1918) und Andrej (* 1924), genannt Anarik.

## Schriften
- Lenin aus nächster Nähe: die russischen Genossen bei der Arbeit, Kritik der Schrift Kautskys: „Terrorismus und Kommunismus“. Verlagsgenossenschaft „Der Kampf“, 1919.